# Die Prinzessin Suwarin
Die Prinzessin Suwarin è un film muto del 1923 diretto da Johannes Guter.

## Produzione
Il film fu prodotto da Erich Pommer per l'Uco-Film GmbH e dalla Decla-Bioscop AG.

## Distribuzione
Distribuito dalla Decla-Bioscop AG e Universum Film (UFA), il film - che ottenne il visto di censura B.07126 che ne vietava la visione ai minori il 10 aprile - fu presentato al Tauentzien-Palast di Berlino il 12 aprile 1923.